# Protoptila huasteca
Protoptila huasteca là một loài Trichoptera trong họ Glossosomatidae. Chúng phân bố ở miền Tân bắc.